# Бенгтссон, Антон
Антон Бенгтссон (швед. Anton Bengtsson; род. 13 мая 1993, Карлстад) — шведский профессиональный хоккеист, нападающий клуба шведской хоккейной лиги «Рёгле» (с 2019 года). Игрок сборной Швеции по хоккею с шайбой.

## Клубная карьера
Бенгтссон отыграл два сезона в юношеской хоккейной лиги Швеции за «ХВ71». в сезоне 2012/2013 годов дебютировал в Элитсерии в основном составе «ХВ71». Лучшим сезоном в составе этой команды для Антона стал сезон 2014/2015 годов, когда Бенгтссон в 52 играх набрал 19 очков, забив 13 шайб.
11 апреля 2019 года Бенгтссон покинул «ХВ71» после семи сезонов и в качестве свободного агента подписал двухлетний контракт с другим клубом Шведской хоккейной лиги — «Рёгле».

## Карьера в сборной
Антон принимал участие в чемпионате мира 2022 года в составе первой сборной Швеции. Сыграл 8 матчей, забил 3 шайбы и сделал 2 результативные передачи, а его команда на том турнире стала 6-й.
В 2025 году Антон Бенгтссон был включен в состав первой сборной для участия в домашнем чемпионате мира, который проходил в двух странах.